# Plaza de toros de Atarfe
La plaza de toros de Atarfe, conocida también como Coliseo Ciudad de Atarfe, es un inmueble situado en el término municipal de Atarfe (Granada), diseñado por el arquitecto Luis Gustavo García Camacho en 2003. Posteriormente, en el año 2006, el estudio de arquitectura de Ricardo Aroca. Se trata de una plaza de toros de tercera categoría, según la clasificación que establece la legislación vigente, posee un aforo de 5000 localidades, y que ha sido destinada a uso polivalente desde su estreno; celebrándose espectáculos taurinos y también eventos musicales o deportivos.
Esta plaza fue considerado como "uno de los grandes emblemas de Atarfe y también del Área Metropolitana de Granada", dentro de la promoción arquitectónica que inició el Ayuntamiento de esta localidad en los años previos a la crisis económica de 2007.

## Historia de la plaza
El Coliseo Ciudad de Atarfe es la primera plaza de toros fija situada en esta localidad del área metropolitana de Granada, aunque con anterioridad y durante todo el siglo XX se habían venido celebrando algunos festejos taurinos, en los cual participó el torero local Miguel Morilla "El Atafeño".
La obra fue promovida a instancias del Ayuntamiento de Atarfe, con un presupuesto inicial de 2,7 millones de euros, y que se convirtió en la primera plaza de toros cubierta de Andalucía, al disponer de un sistema retráctil instalado en la parte superior del edificio que permite cerrar la cubierta en caso de inclemencias meteorológicas.
El proyecto, de estilo ecléctico, se planificó con 22 metros de altura, ruedo circular de 50 metros de diámetro, galería porticada con bajos comerciales, seis corrales, ocho toriles, quirófano, capilla, aseos y un desolladero.

### Inauguración de la plaza
En junio de 2005, tenía lugar en el Ayuntamiento de Atarfe el acto de presentación de la nueva plaza de toros, y en la que se daba a conocer el primer cartel que tendría lugar este espacio. Un evento organizado por la empresa del torero granadino Pedro Pérez "Chicote", quien manifestó que se trataba de una "fecha histórica, sobre todo por el momento que vive la Fiesta, atacada por los antitaurinos y utilizada como herramienta por parte de los políticos. Atarfe ha dado una paso adelante con esta plaza y yo intentaré darle el mayor auge, categoría y caché posible".
La inauguración tenía lugar, finalmente, el 22 de julio de 2005, con una corrida de toros que de la ganadería de Gerardo Ortega y en la que participaron los diestros Enrique Ponce, Pedro Pérez "Chicote" y David Fandila "El Fandi"; un festejo que fue retransmitido por Canal Sur. El resultado artístico del festejo se tradujo en un total de ocho orejas y un rabo.

### Cierre de la plaza
La clausura de la Plaza de toros de Atarfe tuvo lugar a partir del año 2011 cuando el Banco Santander embargó al Ayuntamiento de Atarfe esta y otras propiedades municipales, vinculadas al Proyecto Atarfe, por una deuda pendiente de 9,6 millones de euros. Este hecho, junto con otras irregularidades técnicas del inmueble, que no se ajusta en materia de seguridad a la ley de espectáculos públicos de Andalucía, motivaron su clausura.

### Reapertura
Tras la clausura del Coliseo, el pleno del Ayuntamiento de Atarfe aprobó en 2017 por mayoría de todos los grupos, a excepción de Podemos, una declaración a favor de la tauromaquia como Bien de Interés Cultural y el deseo de recuperar la plaza de toros de la localidad y la celebración de festejos taurinos en la misma.
El 28 de octubre de 2019, el Ayuntamiento de Atarfe y la Fundación Toro de Lidia mantuvieron una reunión para conocer el estado de la Plaza de toros y los trámites necesarios para su reapertura. El arquitecto municipal Ismael Rodríguez informó de las cuestiones técnicas para poner en marcha las reformas que obliga la ley, previendo su reinauguración en enero de 2021. Finalmente, la reinuaguración se fijó para el 11 de julio de 2021, dentro de la celebración del segundo Circuito de Novilladas de Andalucía, que promueven tanto la Junta de Andalucía como la Fundación del Toro de Lidia.

## Efemérides
- El 28 de febrero de 2008, el periodista Juan Ramón Romero tomó la alternativa como torero en la Plaza de toros de Atarfe, en compañía de Enrique Ponce y José María Manzanares.[12]
- Con motivo de las Elecciones autonómicas de Andalucía de 2012, el PSOE andaluz inició en la Plaza de toros de Atarfe los actos de su campaña electoral, presididos por Alfredo Pérez Rubalcaba.[13]

## Escuela taurina de Atarfe
La Escuela taurina de Atarfe es una institución cultural, aprobada por la Consejería de Gobernación de la Junta de Andalucía, que nació en 2007 y que tiene su sede en la Plaza de toros de Atarfe. Esta escuela está dirigida por los veteranos banderilleros de Granada Pedro Pérez "Chicote" y José Puertollano, quienes tutelan a los diferentes alumnos que cada año pasan por este centro de formación. Entre los alumnos más destacados de la escuela figuran novilleros como Christian Jiménez "El Atarfeño" o Curro Ortiz, quien ganó la clase práctica celebrada en la Plaza de toros de Granada en 2018.